# Ian Svenonius
Ian Svenonious (Chicago, 1968) és un músic estatunidenc. Va créixer davant d'una església on es cantava gospel i es va foguejar amb la seva primera banda en l'escena punk-rock de Washington DC dels vuitanta. Era gairebé inevitable que es convertís en una bèstia escènica que combina el carisma de pastor fervorós, el ritme del rock and roll i l'ètica rigorosa de l'activisme genuí. Salvatge a l'escenari, però lúcid i rigorós en els seus plantejaments ideològics i artístics, el seu «gospel yeah-yeah» de retòrica antiautoritària i marxista es deixa veure en els seus successius projectes musicals, de The Nation of Ulysses a The Make-Up, i fins i tot en el programa d'entrevistes que va presentar VBS.tv. Aquesta figura cabdal en la música independent de les últimes dècades combina actualment els seus xiscles i proclames a la banda Chain and The Gang amb la seva faceta com a assagista. El seu últim llibre, Estrategias sobrenaturales para montar un grupo de rock, sobre la vanitat onanista en les estrelles en potència, l'edita Blackie Books.